# Büdesheim
Büdesheim ist eine Ortsgemeinde  im Eifelkreis Bitburg-Prüm in Rheinland-Pfalz. Sie gehört der Verbandsgemeinde Prüm an.

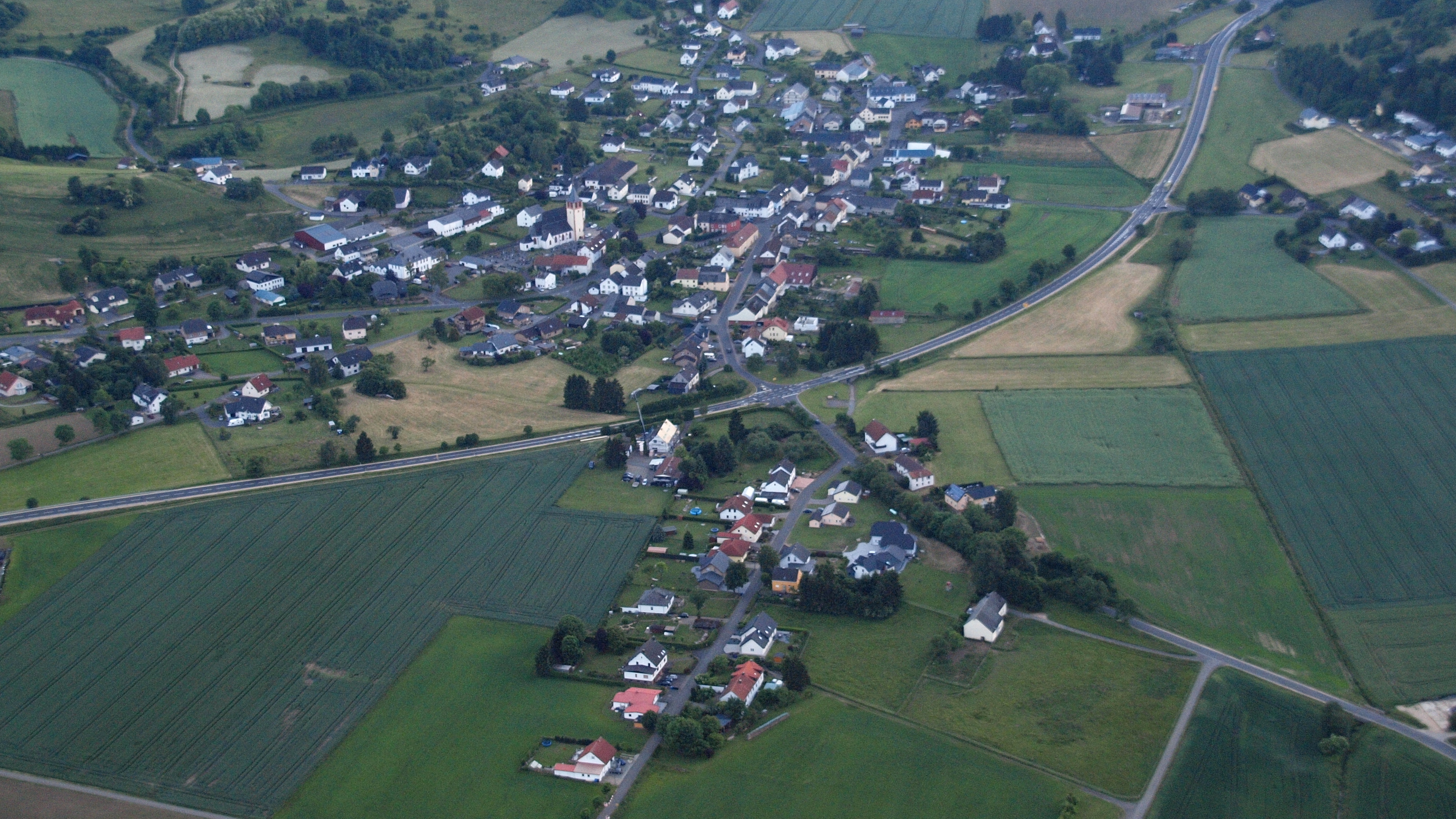
Büdesheim, Luftaufnahme (2015)

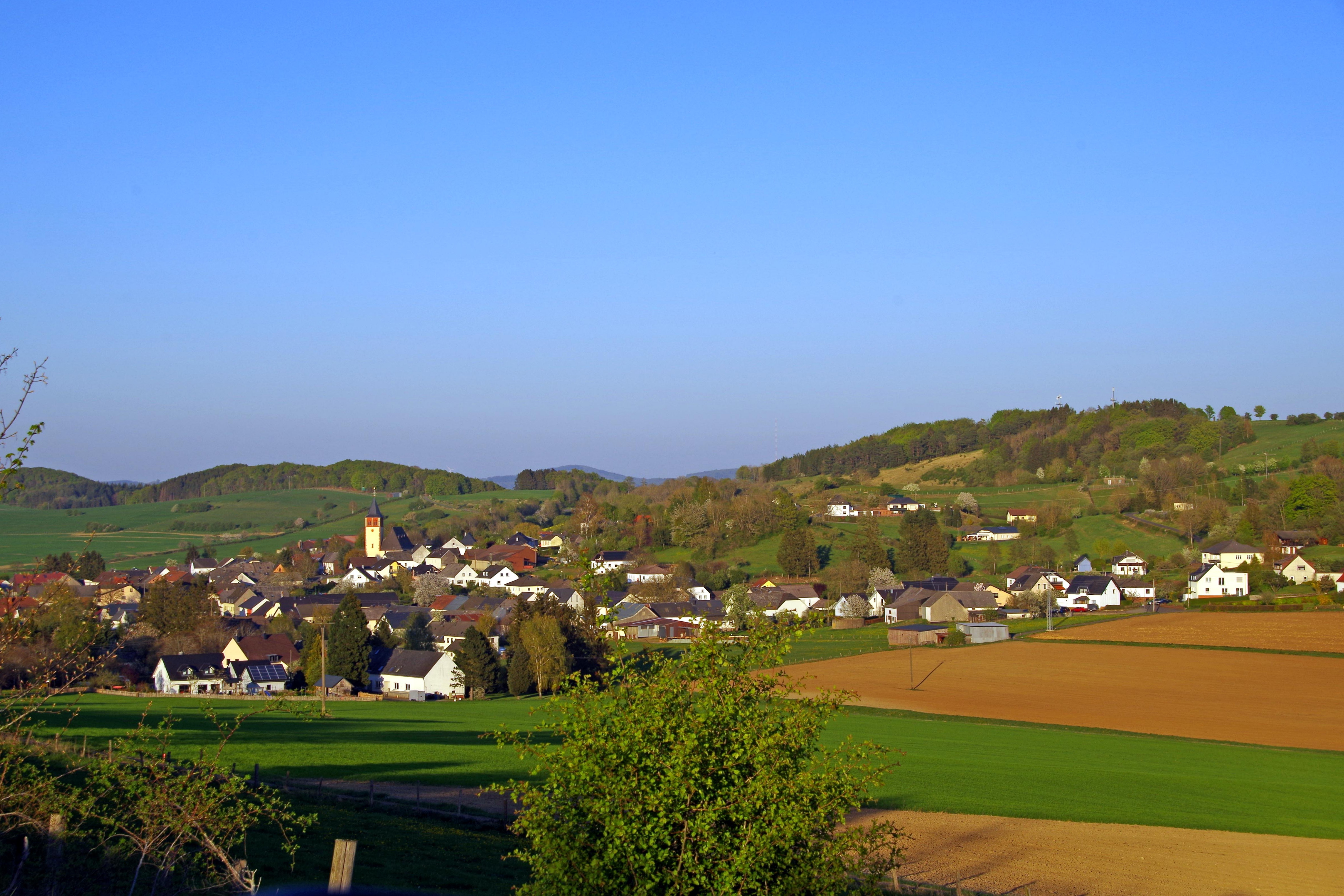
Büdesheim von Südwesten

## Geographie

### Lage
Büdesheim liegt an der B 410 jeweils etwa zehn Kilometer von den Städten Prüm und Gerolstein entfernt am Ostrand der Verbandsgemeinde Prüm. Zur Ortsgemeinde gehören auch die Wohnplätze Hirtenhof, Jagdhaus Steinrich, Eichensuhr und Prümer Berg.

### Höhenlage
Der Ort liegt in einer Höhe von 450 bis 480 m. Höhen nordwestlich vom Ort erreichen bis zu 545 m und südlich 560 m. Der Apert ist mit 631,3 m ü. NHN der höchste Berg der Gemarkung.

### Geologie
Der Ort Büdesheim liegt in einem weiten Tal am Ostrand der Prümer Kalkmulde. Das Tal als lokale Kleinmulde besteht aus oberdevonischem „Büdesheimer Goniatiten-Schiefer“, darunter „Ooser Plattenkalk“, und ist von mitteldevonischem Dolomitrücken (Schönecker Dolomit, Givetium-Stufe, ca. 360 Mio. Jahre alt) umgeben. Südlich und südöstlich des Dorfes finden sich unterdevonische Klerfer Schichten. Der obere Teil des Apert besteht aus Quarzit. In einem Rest Basalt am Apert, der aktiven Mineralquelle und dem unmittelbar benachbarten Eigelbacher Trockenmaar zeigt sich der Anfang der östlich gelegenen Vulkaneifel.

## Geschichte
Funde aus der Jungsteinzeit ergaben, dass sich bei Büdesheim im Dreisbachtal ein Siedlungsplatz mit Herstellung von Steingeräten befunden hat.
Auf dem südlichen Höhenzug bauten die Römer nach der Zeitenwende die Römerstraße von Trier nach Köln. Diese Straße dürfte einen reichen Römer dazu bewogen haben, etwas abseits davon im fruchtbaren Tal, im Bereich der heutigen Kirche, seine Villa zu bauen. Von dieser Villa wurden beim Neubau des Kirchenschiffs 1909 Reste ausgegraben, zusammen mit einer Wasserleitung für ein Bad. Im weiteren Bereich der Orte Büdesheim und Oos (heute Stadtteil von Gerolstein) entstand an der Römerstraße der Ort Ausava. Grabfunde aus dem 1. und 2. Jahrhundert bestätigen diese römische Besiedlung noch. Hierbei handelt es sich um Brandgräber die Mitte des 19. Jahrhunderts entdeckt wurden. Unter den Beigaben befanden sich ein Henkel mit Stempel, zwei Denare von Aurelianus sowie eine Federwaage. Neben den Brandgräbern wurde auch ein römisches Grabfeld mit ähnlicher zeitlicher Datierung südlich des Ortes entdeckt. 13 Grabinventare konnten geborgen werden. Beim Germanen-Sturm 275/276 wurde Ausava zerstört und nicht mehr aufgebaut.
Nach den Römern besiedelten im 5. Jahrhundert die Franken den Ort Büdesheim. Aus der Merowingerzeit wurden fränkische Grabfunde gemacht.

### Mittelalter
778 schenkte der Franke Helmoin sein Grundeigentum am Büdesheimer Gebiet an die Abtei Prüm. Im Jahr 893 wurde im Prümer Urbar eine Kirche erstmals schriftlich erwähnt. In der Schenkung des Euerhard von 964 wird als erster Pfarrer ein Willefrid genannt. Im Jahr 1063 erfolgte die Kirchweihe und Umschreibung des Pfarrbezirkes durch Bischof Eberhard. 1500 wurde die Kirche neu erbaut, von dem Bauwerk ist heute noch der Chor erhalten.

### Neuzeit
1576 kam Büdesheim an das Kurfürstentum Trier. In der Folge bildete sich ein Adelsgeschlecht mit Besitz von Hof und Mühle. 1687 bis zum 19. Jahrhundert wurden das Kirchenschiff, der Turm und die Sakristei neu erbaut. Im 18. Jahrhundert wird Büdesheim Schultheißerei (eigener Verwaltungs- und Gerichtsbezirk) im kurtrierischen Oberamt Prüm. Eine Erhebung im Jahr 1777 ergab für das Dorf 320 Einwohner und 39 Häuser. 1794 zogen französische Revolutionstruppen ein und machten 1798 Büdesheim zu einem Teil des Saar-Departements, Büdesheim wurde Hauptort einer Mairie im Kanton Prüm. Nach dem Rückzug der Franzosen zu Beginn des Jahres 1814 im Lauf der Befreiungskriege und endgültig nach dem Wiener Kongress 1815 kam das Saardepartement aufgrund mehrerer Verträge fast ganz an das Königreich Preußen. 1815 wurde Büdesheim unter der preußischen Verwaltung Sitz einer Bürgermeisterei.
1883 wurde die Westeifelbahn zwischen Gerolstein und Prüm durch das Vlierbachtal gebaut mit einem Bahnhof in Büdesheim. Diese Strecke ist seit 1980 nicht mehr in Betrieb.
Nach Ende des Ersten Weltkrieges gehörte die Region zum französischen Teil der Alliierten Rheinlandbesetzung.
Nach dem Zweiten Weltkrieg wurde Büdesheim Teil der französischen Besatzungszone und kam dann 1946 zum damals neu gebildeten Bundesland Rheinland-Pfalz.
Bei der Gebietsreform 1970/71 verblieb Büdesheim in der Verbandsgemeinde Prüm-Land (heute Verbandsgemeinde Prüm), wurde aber Teil des neuen Landkreises Bitburg-Prüm (heute Eifelkreis Bitburg-Prüm).
1992 wurde die Pilgerkapelle neu erbaut.

### Ortsname
Der Ortsname ist vermutlich vom Personennamen Budin und der Endung -heim (Frühzeit fränkischer Landnahme) abgeleitet. Der Name wird als Heim, Anwesen des Budin gedeutet.
Die erste urkundliche Erwähnung erfolgte 778 als Bidonisuaim in einer Schenkungsurkunde an die Abtei Prüm (Schenkung des Helmoin). Seit 1807 ist der Name Büdesheim nachgewiesen.

### Bevölkerungsentwicklung
Die Entwicklung der Einwohnerzahl von Büdesheim, die Werte von 1871 bis 1987 beruhen auf Volkszählungen:
| Jahr | Einwohner |
| ---- | --------- |
| 1815 | 369       |
| 1835 | 530       |
| 1871 | 490       |
| 1905 | 497       |
| 1939 | 539       |
| 1950 | 573       |
| 1961 | 583       |

| Jahr | Einwohner |
| ---- | --------- |
| 1970 | 567       |
| 1987 | 526       |
| 1997 | 623       |
| 2005 | 622       |
| 2011 | 581       |
| 2017 | 543       |
| 2023 | 542       |

## Politik

### Bürgermeister
Walter Post wurde am 17. Juni 2019 Ortsbürgermeister von Büdesheim. Da bei der Direktwahl am 26. Mai 2019 kein gültiger Wahlvorschlag eingereicht wurde, oblag die Neuwahl des Bürgermeisters dem Rat, der sich auf seiner konstituierenden Sitzung für Post entschied. Bei der Direktwahl am 9. Juni 2024 wurde Post ohne Gegenkandidaten mit 77,1 % der Stimmen in seinem Amt bestätigt.
Posts Vorgänger Albert Klasen hatte das Amt zehn Jahre ausgeübt.

### Wappen
| Wappen von Büdesheim | Blasonierung: „Von Rot über Silber geteilt, oben ein wachsender goldener gekrönter Löwe, auf der Schulter ein silberner sechsstrahliger Stern, unten fünf (2:1:2) rote Ringe.“ |
| Wappen von Büdesheim | Wappenbegründung: Zwei Höfe in Büdesheim, das eine Schultheißerei der Abtei Prüm, kamen als Lehen 1579 an Gerlach Auwach. Noch jetzt gibt es in Büdesheim das Auwart’sche Haus, mit dem Wappen derer von Auwart. Der Wappenschild zeigt in Rot einen goldenen, gekrönten Löwen mit silbernem, sechsstrahligen Stern auf der Schulter. „Auch gab es ein adliges Geschlecht von Büdesheim, welches den Büdesheimer Hof zu Büdesheim besaß und die Mühle daselbst.“ Die von Büdesheim führten 5 (2:1:2) Ringe im Wappen; sie stehen im unteren Teil des Gemeindewappens. Das Auwart’sche Wappenschild, der Löwe, steht im oberen Teil des Gemeindewappens. |

## Sehenswürdigkeiten

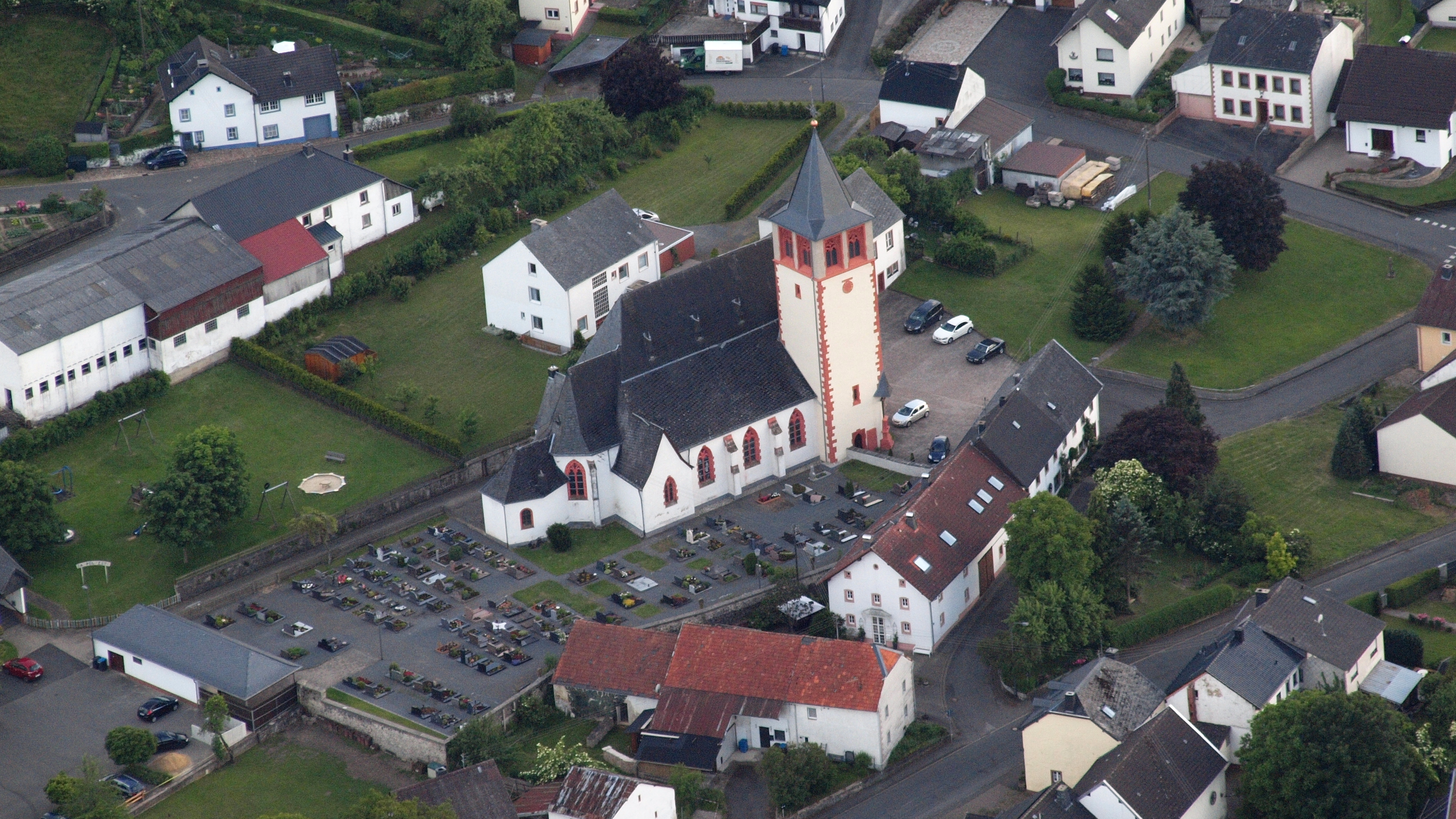
St.-Peter-und-Paul-Kirche, Luftaufnahme (2015)

- Sehenswert ist die Kirche St. Peter und Paul mit dem Wappen des Trierer Kurfürsten Johann Hugo von Orsbeck am Eingangs-Portal (1687). Der Chor entstammt noch der alten Kirche von 1500 und die Sakristei einem Anbau von 1687. Das heutige Kirchen-Schiff und der Turm wurden 1909 neu erbaut.
- Innerhalb des Dorfes und der Gemarkung befinden sich 26 bemerkenswerte Wegekreuze. Die bekanntesten darunter sind an der Straße nach Oos das vermutlich älteste Wegekreuz im Altkreis Prüm (Entstehungszeit ca. 13./14. Jahrhundert), das sagenumwobene Blut-Kreuz am Dreesbach (eigentlich der Hundsbach) östlich vom Apert (errichtet 1542/1548) und das Ellicks-Kreuz von 1640.
- Pilgerkapelle
- Jagdhaus Steinreich

Siehe auch: Liste der Kulturdenkmäler in Büdesheim und Liste der Naturdenkmale in Büdesheim

## Persönlichkeiten
- Heinrich Brück (1815–1879), Polizeikommissär und Bürgermeister der Stadt Worms
- Heinrich Wilhelm Schaub (1875–1930), hessischer Landtagsabgeordneter
- Franz Adamo (1896–1977), Politiker (SPD) und Verfolgter des NS-Regimes
- Klaus-Dietrich Flade (* 1952), Astronaut
- Hans Carl von Werthern (* 1953), Diplomat